# Luciano Budigna
Luciano Budigna (Trieste, 1924 – Milano, 5 settembre 1988) è stato un poeta, critico d'arte e traduttore italiano.

## Biografia
Funzionario RAI prima a a Roma poi a Milano come responsabile dei programmi culturali, collaborò a giornali e riviste quali "L'Illustrazione Italiana e "La Fiera Letteraria". Come critico d'arte curò decine di mostre e cataloghi, scrivendo di artisti quali Aurelio De Felice, Romano Gazzera, Simonetta Bardi, Romano Gazzera, Simonetta Bardi, Giovanni Segantini, Arnaldo Bartoli, Karl Plattner, Walter Fusi, Lorenzo Viani, Umberto Mariani, Mario Cortiello, Gian Rodolfo D'Accardi, Franco Asco, Gustavo Boldrini, Carmelo Mendola, Renzo Biasion, Giovanni Acci, Francesco Fedeli, Giovanni Balansino. "Nella lirica di B. la memoria dell'ultimo ermetismo cede via via a quella dei poeti tedeschi"*; tra quelli da lui tradotti si ricordano Hugo von Hofmannsthal, Friedrich Hölderlin, Hans Carossa.

## Opere principali

### Poesia
- Pianura, Milano, Edizioni di "Uomo", 1945
- Episodio: 1944-1945, Milano, Scheiwiller, 1946
- Assedio: 1945-1949, Trieste, Edizioni dello Zibaldone, 1949
- Sopra un modo di morte dell'infanzia, Caltanissetta, Sciascia, 1954
- Per una definizione del tempo Milano, All'insegna del pesce d'oro, 1965
- L'oscura forma, Milano, Libreria editrice Cavour, 1969
- Infine vivere, Milano, Rusconi, 1975

### Saggistica
- Giovanni Segantini, Milano, Bramante, 1962
- Pittura contemporanea italiana, Milano, Arti grafiche Ricordi, 1964
- Pittori italiani del Novecento, Milano, Arteuropa, 1965
- Pittori oggi, Milano, Petrus, 1973